# Cobridge
Cobridge – dzielnica miasta Stoke-on-Trent, w Anglii, w hrabstwie Staffordshire, w dystrykcie (unitary authority) Stoke-on-Trent. Leży 3,1 km od centrum miasta Stoke-on-Trent, 25,8 km od miasta Stafford i 221,6 km od Londynu. W 1921 miejscowość liczyła 42 442 mieszkańców.